# Тетраплатинапентатербий
Тетрапла̀тинапентате́рбий — бинарное неорганическое соединение, интерметаллид
платины и тербия
с формулой Pt4Tb5,
кристаллы.

## Получение
- Сплавление стехиометрических количеств чистых веществ:

{\displaystyle {\mathsf {4Pt+5Tb\ {\xrightarrow {1580^{o}C}}\ Tb_{5}Pt_{4}}}}

## Физические свойства
Тетраплатинапентатербий образует кристаллы ромбической сингонии, пространственная группа P nma, параметры ячейки a = 0,7495 нм, b = 1,4602 нм, c = 0,7565 нм, Z = 4,
структура типа пентасамарийтетрагермания Ge4Sm5.
Соединение образуется по перитектической реакции при температуре ≈1580 °C.